# Богумир Шмераль
Богумир Шмераль (чеськ. Bohumír Šmeral, 25 жовтня 1880, Тршебич — 8 травня 1941, Москва) — австрійський і чехословацький письменник, політик, журналіст, голова Чехословацької соціал-демократичної партії, засновник Комуністичної партії Чехословаччини і теоретик робітничого руху.

## Біографія
Походив із родини вчителя міської школи міста Тршебич Яна Шмерала та його дружини Ружени. Він закінчив гімназію в Тршебічі, а в 1898–1904 рр. вивчав право на юридичному факультеті Університету імені Карла-Фердинанда в Празі, де отримав ступінь доктора права 27 вересня 1904 року. Його промоутером був Богуслав Рігер.
Він уже був політично активним у Австро-Угорщини. Зі студентських років займався соціал-демократичною партією. З 1908 року був редактором «Právo lidu». На виборах до парламенту в 1911 році він став членом Імперської Ради, де був обраний від округу Богемія (12). Він залишався у віденському парламенті до кінця монархії. 
Після того, як Томаш Масарик поїхав на заслання, він брав участь у своїй організації опору мафії та поліцейській акції проти неї, відома як «Ґудзикова справа».
Він був переконаним марксистом, його бачення соціалістичної держави ґрунтувалося на створенні парламентської демократії в австрійській державі (так званий австромарксизм). Тому до кінця Першої світової війни він був за збереження Австро-Угорщини і проти створення Чеської (Чехословацької) держави, за що його критикували навіть у власній партії. У вересні 1918 року він став членом Соціалістичної ради (спільний проект соціал-демократів і чеських соціалістів). Після встановлення республіки припинив публічні виступи, відмовився брати участь у Революційних національних зборах і в уряді.
Його вплив на внутрішню політику знову посилився в 1920. Навесні 1920 він відвідав Радянську Росію, де потім вів переговори з Леніном. Після повернення на батьківщину став лідером «марксистської лівої партії». Концепція Шмераля передбачала створення масової марксистської партії з передачею значної частини членської бази існуючої соціал-демократії. Він наголосив на освіті та підготовці робітників. Під час формування комуністичної лівої в соціал-демократії, його поступовий прогрес критикували деякі з більш радикальних послідовників революційної лівої. Після засідання конгресу II інтернаціоналу в липні 1920 тиск на Шмераля посилився. Зрештою розборка відбулася в 1920 році під час грудневого загального страйку. У травні 1921 році брав участь у заснувані Комуністичної партії Чехословаччини, на установчому з'їзді став головним доповідачем, а потім головним представником.
Під час перебування Шмераля на посаді партійного лідера Комуністична партія Чехії не була повністю недемократичною партією, з точки зору організаційних питань і методів політичної роботи Шмераль дотримувався чеських і центральноєвропейських (долитовських) традицій. Пізніше більшовізацію розпочав Клемент Ґотвальд, який був одним із головних критиків Богумира Шмераля, а термін Шмералізм з’явився в словнику комуністичного міжнародного руху.
На парламентських виборах 1920 року отримав місце в Національних зборах соціал-демократії, пізніше перейшов до Комуністичної партії. Він захистив свій мандат на парламентських виборах у 1925 році і залишався в парламенті до кінця терміну повноважень, тобто до 1929 року. У той час Комуністичної партії Чехословаччини в 1929 році вперше не обрав його членом Центрального Комітету Комуністичної партії Чехословаччини. Потім він працював радше в адміністрації міжнародного комуністичного руху. Лише в другій половині 1930-х років він знову почав говорити навіть у побутових ситуаціях. Однак на той час він уже не був носієм власної політичної концепції і цілком підпорядковувався курсу керівництва Готвальда.
На парламентських виборах 1935 року він отримав місце в сенаторі Національних зборів. Він залишався в сенаті до грудня 1938 року, коли його повноваження закінчилися через розпуск Комуністичної партії. З другої половини 1930-х рр. жив переважно за кордоном. У листопаді 1938 року виїхав до Москви, де й загинув 8 травня 1941 року. 4 грудня 2019 року батьківщина Шмераля стала Центром традиційної народної культури.
Після Другої світової війни Комуністична партія виграла від конкретного чехословацького шляху Шмераля до соціалізму, заснованого на ідеях не лише Карла Маркса, а й Томаша Масарика та інших.